# Distribución de viajes
La distribución de viajes es el segundo de los cuatro pasos del clásico modelo de “4-pasos” (four-step algorithm) en los modelos de planificación de transporte. Los otros pasos son generación de viajes, selección modal y asignación de viajes (o selección de ruta).

## Principios
En este paso se unen en parejas cada uno de los viajes producidos en las diferentes zonas (del paso generación de viajes) con alguno de los diferentes lugares de atracción de viajes en otras zonas o en la misma zona.
El resultado de este paso es una tabla de viajes entre las diferentes zonas del modelo, conocida como matriz origen-destino o  matriz O-D. La matriz muestra la cantidad de viajes desde cada uno de los orígenes "i" hasta cada uno de los destinos "j".
| Orígenes \ Destinos | 1   | 2   | 3   | j   | n   | P            |
| ------------------- | --- | --- | --- | --- | --- | ------------ |
| 1                   | T11 | T12 | T13 | T1j | T1n | P1           |
| 2                   | T21 | T22 | T23 | T2j | T2n | P2           |
| 3                   | T31 | T32 | T33 | T3j | T3n | P3           |
| i                   | Ti1 | Ti2 | Ti3 | Tij | Tin | Pi           |
| m                   | Tm1 | Tm² | Tm3 | Tmj | Tmn | Pi           |
| A                   | A1  | A2  | A3  | Aj  | An  | total viajes |

En la matriz de tamaño m x n, donde:
T ij : viajes desde el origen i con destino j. 
P 1 : total de viajes producidos en la zona 1. 
A 1 : total de viajes atraídos en la zona 1.

## Desarrollo matemático
Del paso 1 generación de viajes se obtienen los viajes producidos en cada una de la zonas  P 1 y los viajes atraídos A 1. Con esa información de “input” se calculan los valores de cada casilla de la matriz, que contiene el número total de viajes entre la zona “I” y “j” : T ij  . Estos valores son el resultado de este paso del algoritmo.

{\displaystyle \ T_{ij}=P_{i}*{\frac {A_{j}*f(c_{ij})}{\sum _{i=1}^{n}(A_{j}*f(c_{ij}))}}}

.
Donde:
T ij : número de viajes de la zona “ i“ a la zona  “j”.
P i : número de viajes generados en la zona “i”, del paso generación de viajes.
A j :  número de viajes atraídos a la zona “j”, del paso generación de viajes.
f(c j) : función de impedancia.
La anterior formulación matemática distribuye los viajes producidos de la zona i P i de manera proporcional a las atracciones de la zonas "j". A su vez, la función de impedancia es la que permite que los viajes menos convenientes (más distantes, más costosos etc.) sean castigados.

{\displaystyle \ f(c_{ij})={\frac {1}{c_{ij}^{b}}}}

.

Originalmente, "b" era asumido con el valor de 2,0, en analogía a la ley de la gravitación universal. Al realizar el proceso de distribución, es posible que {\displaystyle \sum _{i=1}^{n}A} no sea igual a {\displaystyle \sum _{j=1}^{m}P}. Esto implica que se deba iniciar un proceso iterativo.

La diagonal de la matriz O-D representa los viajes internos de cada zona, es decir, los viajes que se originan y tienen destino en la misma zona. Los resultados de estos pasos deben presentarse aproximados a la unidad más próxima. Es posible que no existan viajes entre algunos pares origen-destino. En esos casos el resultado del desarrollo matemático pueden ser valores muy bajos.

## Entradas y salidas del modelo
El paso 2 del algoritmo clásico de modelización de transporte se alimenta de:
- La cantidad de viajes producidos y atraídos por zona
- Una matriz de costos interzonales

El resultado del paso 2 del algoritmo clásico de modelización de transporte son la cantidad de viajes entre todas y cada uno de los orígenes y destinos (zonas), también conocida como matriz Origen-Destino. Esta información a su vez alimentará el paso 3 del algoritmo: El modelo de selección modal.